# No Trains No Planes
Pour plus de détails, voir Fiche technique et Distribution.
No Trains No Planes est un film néerlandais réalisé par Jos Stelling et sorti en 1999.

## Synopsis
Un homme dit au revoir à ses amis qui fréquentent un vieux café. Ils pensent qu'il part en Italie, mais en fait il dit au revoir à la vie.

## Fiche technique
- Titre : No Trains No Planes
- Réalisation : Jos Stelling
- Scénario :  Hans Heesen, Jos Stelling , inspiré de Broederweelde de Jean-Paul Franssens[1]
- Musique : Nicola Piovani
- Photographie : Goert Giltay
- Montage : Bert Rijkelijkhuizen
- Production : Anton Kramer
- Société de production : Jos Stelling Filmprodukties
- Pays de production :  Pays-Bas et  Belgique
- Genre : Drame
- Durée : 105 minutes
- Date de sortie: 
  - Pays-Bas : 1er avril 1999

## Distribution
- Dirk Van Dijck : Gerard
- Kees Prins : Jacques
- Peer Mascini : Benny
- Katja Schuurman : Rietje
- Petra Sedda : Balie-juffrouw
- Leny Breederveld : Coby
- Aat Ceelen : Ton
- Ellen ten Damme : Paula
- Henri Garcin : Joop
- Piet Brouwer : Verschuren
- Jan de Koning
- Dominique Horwitz : Klaus

## Distinctions
- Nommé lors du Nederlands Film Festival pour le meilleur scénario et le meilleur acteur (Dirk Van Dijck)[2],[3].